# Amegilla adelaidae
Amegilla adelaidae es una especie de abeja excavadora perteneciente al género Amegilla, categorizada en la tribu Anthophorini, de la subfamilia Apinae. Fue descrita por el naturalista inglés Theodore Dru Alison Cockerell en 1905.
La hembra mide 13 mm de longitud; alas anteriores de 8 mm. El macho mide 12 mm de longitud; alas anteriores de 8,5 mm.

## Distribución
Se distribuye por África, en Namibia y también en Australia, en el estado de Queensland.